# Řád vlasti (Bělorusko)
Řád vlasti (bělorusky Ордэн Айчыны) je nejvyšší běloruský řád. Založen byl roku 1995. 

## Historie
Řád byl založen usnesením Nejvyššího sovětu Běloruska č. 3726-XII ze dne 13. dubna 1995. Udílí se postupně od třetí třídy.
K prvnímu udělení tohoto řádu, a to ve třetí třídě, došlo dne 22. října 1996. Udělen byl posmrtně za odvahu a hrdinství při neutralizaci zvláště nebezpečných zločinců vrchnímu inspektorovi odboru vnitřních záležitostí v dopravě policejnímu kapitánovi Mihailu Ivanovičovi Damjanovi.
Řád II. třídy byl poprvé udělen dne 2. listopadu 2001 za dosažení vysokých sportovních výsledků trenérovi národního týmu Běloruska v moderní gymnastice. Řád I. třídy jako první obdržela běloruská veslařka Jekatěrina Karstenová. Stalo se tak 17. července 2008.

## Pravidla udílení
Řád je udílen za vynikající výsledky ve výrobní, výzkumné, sociokulturní, veřejné, charitativní či jiné oblasti zaměřené na zlepšení blahobytu lidí a posílení moci země. Dále je udílen za odvahu projevenou při obraně vlasti a jejích státních zájmů, při zajišťování právního státu a veřejného pořádku. Udílen je i za služby při rozvoji ekonomických, vědeckých, technických a kulturních vazeb mezi Běloruskou republikou a dalšími zeměmi.
Řád se nosí nalevo na hrudi a v přítomnosti dalších řádů je umístěn na prvním místě (s výjimkou Řádu matky).

## Třídy
Řád je udílen ve třech třídách:

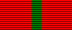
I. třída
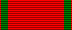
II. třída
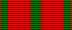
III. třída

- I. třída
- II. třída
- III. třída

## Insignie
Řádový odznak má tvar dvou čtyřúhelníků umístěných na sebe a tvořících tak osmicípou hvězdu o průměru 44 mm. Uprostřed hvězdy je kulatý medailon o průměru 24 mm s vyobrazením státního znaku Běloruska. Medailon je lemován červeně smaltovaným pruhem s věncem z dubových a vavřínových listů. V horní části kruhu je na nápis v běloruštině Айчына (vlast). Ve spodní části je vyznačena třída řádu. Zadní strana odznaku je hladká. Uprostřed je sériové číslo. Odznak první třídy je z pozlaceného stříbra, odznak druhé třídy je ze stříbra s částečným zlacením a odznak třetí třídy je stříbrný.
Řádový odznak je připojen pomocí jednoduchého kroužku ke kovové destičce ve tvaru pětiúhelníku potažené hedvábnou stuhou z moaré. Stuha je červená. V případě I. třídy je uprostřed jeden zelný pruh, v případě II. třídy jsou dva pruhy při obou okrajích a v případě III. třídy jsou dva pruhy při obou okrajích a jeden pruh uprostřed.